# Bopyrissa fraissei
Bopyrissa fraissei är en kräftdjursart som först beskrevs av Carayon 1943.  Bopyrissa fraissei ingår i släktet Bopyrissa och familjen Bopyridae. Inga underarter finns listade i Catalogue of Life.